# Historisches Jahrbuch
L'Historisches Jahrbuch est l'une des plus anciennes revues scientifiques historiques du monde germanophone. L'annuaire est fondé en 1880 pendant le Kulturkampf en tant qu'organe de publication pour les historiens catholiques. Les essais sur l'histoire du catholicisme dans les pays de langue allemande et sur l'histoire de l'Église chrétienne occupent donc jusqu'à nos jours une large place. Le cadre chronologique des essais, des rapports et des critiques va de l'histoire ancienne à travers le Moyen Âge et le début de la période moderne à l'histoire contemporaine. En tenant compte des perspectives non européennes, l'accent est mis sur les questions globales, les controverses scientifiques et la discussion des questions fondamentales.
Lors de sa fondation, le premier éditeur est le conférencier privé d'histoire de Münster Georg Hüffer (de). L'Historische Jahrbuch est toujours publié aujourd'hui au nom de la Société Görres. Les éditeurs actuels sont Karl-Heinz Braun (de), Thomas Brechenmacher (de), Wilhelm Damberg (de), Christoph Kampmann (de), Ludger Körntgen (de) et Bernhard Löffler (de). Il paraît depuis sa 70e année (1951) aux Verlag Karl Alber (de), Fribourg/Munich.
De 1937 jusqu'à sa mort en 1977, Johannes Spörl (de) est le seul éditeur. À partir de 1931, il travaille comme assistant éditorial pour son professeur et prédécesseur Philipp Funk (de). En 1941, la société Görres est dissoute de force. En 1942, le volume 62 de l'Historische Jahrbuch doit être interrompu. Le volume, qui est déjà prêt à être expédié, et tout le reste de l'annuaire sont victimes d'un attentat à la bombe. Le premier volume d'après-guerre, la 62-69 année 1949, reprend les articles du volume 62 sans les modifier.

Dans l'avant-propos du 62e volume, Johannes Spörl écrit:

« Avec ce volume, l'Annuaire historique cesse provisoirement de paraître pour des raisons liées à la guerre, conformément à une décision de la Chambre de la presse du Reich. Ainsi s'achève un effort de 62 ans de la science historique allemande pour servir la connaissance de la vérité historique et pour contribuer à la renommée mondiale de la vie intellectuelle allemande. En tant que dernier éditeur, j'ai eu le privilège d'assumer pendant cinq ans la responsabilité de la direction de la publication, assurée auparavant par des historiens aussi éminents que Hermann von Grauert (de), Erich König (de), Heinrich Günter (de) et Philipp Funk. J'ai eu la chance d'être soutenu dans cette tâche par des hommes comme Heinrich Finke et Aloys Schulte (de)... Issu d'une situation particulière de l'histoire des idées au siècle dernier, l'Historische Jahrbuch est toujours resté à l'écart de tout lien confessionnel étroit et de l'adhésion trop facile à des slogans courants Que la recherche historiographique future décide dans quelle mesure cette revue, qui se tient à l'écart des bruits de fond, a réussi à maintenir la ligne tranquille et continue de la culture scientifique allemande. J'ose espérer que l'Annuaire historique réussira cet examen devant le jugement de l'histoire et qu'en outre, dans une heure plus heureuse, il lui sera donné de poursuivre avec succès sa noble tradition. - Auprès de la Wehrmacht – Johannes Spörl »

— Laetitia Boehm: Johannes Spörl † (1904–1977). In: Historisches Jahrbuch 97/98, 1978, p. 3 f.
En 1982, Laetitia Boehm publie un volume d'index pour les années 1 à 100 aux éditions Karl Alber Fribourg/Munich. Il comprend les listes des éditeurs, des maisons d'édition et des volumes parus en tant qu'éditions commémoratives ou festives, une liste des nécrologies et un index des auteurs. Le registre thématique (p. 97-216) se compose des parties Histoire politique générale, Histoire générale de l'Église chrétienne, Étude des sources au sens strict, avec un total de 27 sous-sections.
Selon les recherches d'Ursula Wiggershaus-Müller, l'existence du national-socialisme est "à peine perceptible" dans l'Historische Jahrbuch.